# Nicolás Esguerra
Nicolás Esguerra Ortiz est un avocat et homme politique colombien né le 10 septembre 1838 à Bogotá ( Colombie ) et décéde le 23 décembre 1923 dans la même ville à Bogotá. Il occupe diverses fonctions dans son pays, telles que recteur et président du Collège del Rosario. Il est également candidat à la présidence de la République en 1914, dont José Vicente Concha, d'affiliation conservatrice, est élu comme président de la république de Colombie.

## Biographie
Nicolas Esguerra  est le fils du colonel Domingo Esguerra et de Serafina Ortiz, qui, pour des raisons de santé, scolarisent leur enfant à la maison, avec un tuteur privé Juan Nepomuceno Borbón. A l'âge de 9 ans il entre à l'école San Bartolomé, dirigée par des jésuites, puis à l'école San Simón à Ibagué. 
Pour le Congrès constitutionnel en 1854, le grand-père d'Esguerra accueille Manuel Murillo Toro. Il poursuit ses études à Bogotá et séjourne chez Murillo Toro, il est nommé secrétaire du Conseil de la Charité à l'âge de vingt ans. Il obtient son diplôme de philosophie et de jurisprudence au Colegio del Rosario, ce qui lui permet d'exercer la profession d'avocat. 

### Vie active
En 1863, Nicolas Esguerra entre au Tribunal de Neiva comme magistrat, poste qu'il occupera un an, et après un court séjour à Bogotá, il exercera ses activités dans l'ancien État de Tolima, comme premier secrétaire du Trésor et du Gouvernement, puis député à l'Assemblée. En 1872, il est élu au Congrès de Cundinamarca et, pour conserver ce poste, Esguerra refuse le secrétariat de légation aux États-Unis ( représentation diplomatique de rang inférieur à une ambassade ).
Nicolás Esguerra est nommé recteur du Colegio del Rosario à une époque où l'enseignement des idées de George Bentham dans l'école avait provoqué la rupture des relations entre recteur et archevêque. Sa gestion vise à concilier les deux institutions pour lesquelles, il ordonne la réalisation d'exercices spirituels. Sa gestion conduit les conservateurs de Santander à le choisir comme député du cercle de Charalá à l'Assemblée de ce département, tandis que les libéraux de Santander le nomment au même poste pour Cúcuta. Esguerra acceptera la première proposition.

### Vie politique
À la suite des événements politiques de 1885, Esguerra quitte la Colombie pendant une dizaine d'années. Il voyage à travers le Venezuela , le Costa Rica et les États-Unis, où il se lie d'amitié avec le patriote cubain José Martí. De retour en Colombie, le président Manuel Antonio Sanclemente lui confie une mission en Europe concernant les affaires du canal de Panama . Lorsque le président général Rafael Reyes signe un traité en collaboration avec les États-Unis pour la reconnaissance du Panama. Esguerra estprésident de la Chambre des Représentants en 1909 et de l'Assemblée Constituante de 1910. En 1914, il se présente à la Présidence de la République au cours duquel José Vicente Concha , conservateur, estélu. Il meurt à Bogota le 23 décembre 1923. 

### Famille
Esguerra Ortiz est le père de :
- Carlos Esguerra Gaitán (médecin, président de l'Académie colombienne de médecine entre 1914 et 1916) ;
- Grand-père d' Alfonso Esguerra Gómez (médecin, membre de l'Académie colombienne des sciences exactes, physiques et naturelles)
- Gonzalo Esguerra Gómez (radiologue, membre de l'Académie colombienne de médecine, doyen de la Faculté de médecine de l'Université nationale de Colombie et chevalier de l'Ordre de l'Étoile Noire),
- Arrière-grand-père du juriste et président de la Cour suprême de justice, José María Esguerra Samper
- Arrière-arrière-grand-père de Juan Carlos Esguerra Portocarrerodu, double ministre  de la Défense puis de la Justice.

### Post Mortem
Pour la mémoire d'Esguerra Ortiz, le Congrès de la République de Colombie a promulgué la loi 35 de 1938, afin d'honorer la mémoire du personnage à l'occasion du centenaire de sa naissance, le 10 septembre 1838. La loi en question, il a ordonné que le premier collège national fondé porte le nom de l'homme politique libéral, l'École nationale Nicolás Esguerra est un établissement d'enseignement secondaire, rattaché au Secrétariat à l'Éducation du District de la Capitale. 